# Onitis singhalensis
Onitis singhalensis (лат.) — вид пластинчатоусых жуков из подсемейства скарабеин. Обитает в Индии, на Шри-Ланке и в Пакистане.
Тело в форме удлинённого овала, длиной от 19 до 22 мм. Тело медного или зеленовато-медного цвета. Наличник слегка двузубый посередине переднего края. Переднеспинка довольно сильно, но неравномерно пунктирована. Надкрылья умеренно сильно исчерчены с очень мелкими промежутками. Пигидий едва заметно пунктирован. У самца удлиненные передние ноги, тонкие голени, сильно развитые на вершине, с четырьмя короткими зубцами. У самки более длинный и более морщинистый наличник, широкие передние голени с четырьмя развитыми наружными зубцами.
Имаго часто наблюдаются в свежем коровьем навозе.